# Scholaster
Een scholaster (Latijn: scholasticus) was een leraar of hoofd van een middeleeuwse kathedraalschool of kapittelschool. Vaak was de scholaster ook de enige leraar die er les gaf.